# Lexicon Iconographicum Mythologiae Classicae
Il Lexicon Iconographicum Mythologiae Classicae (abbreviato in LIMC), è un'enciclopedia che raccoglie e analizza i documenti iconografici prodotti dalla civiltà greca, romana ed etrusca, ordinandoli in base al criterio alfabetico convenzionalmente adottato nelle opere enciclopediche.
L'opera comprende 18 volumi, di cui 16 tomi dedicati alla storia e all'illustrazione dei reperti, e due indici. 
La casa editrice che si fa carico di questa impresa è la Artemis Verlag Zürich und München.

## Il progetto
Il LIMC è un progetto internazionale a cui collaborano 40 paesi e si pone come obiettivo di chiarire lo stato della conoscenza dell'iconografia per ciò che concerne la mitologia greca, romana, etrusca e di altre tradizioni periferiche nel periodo compreso tra l'età micenea e l'inizio del Cristianesimo.
Esso si collega a una necessità reale della ricerca, perché attualmente non esistono opere che si occupano di iconografia relativa alla mitologia classica, in grado di fornire una documentazione illustrativa dettagliata e a compiere un'analisi sviluppata secondo i metodi della scienza moderna. Il Lexikon der griechischen und römischen Mythologie di Wilhelm H. Roscher, composto tra la fine dell'ottocento e l'inizio del novecento, resta uno strumento indispensabile per quel che riguarda le parti testuali ma risulta del tutto obsoleto per la parte iconografica.
Un progetto di questa ampiezza implica, alla sua base, la raccolta di una quantità considerevole di documentazione condivisa tra tutti gli addetti alla ricerca dei paesi partecipanti, secondo uno spirito di collaborazione. Questi ricercatori sono in molti casi anche gli autori degli articoli prodotti nell'ambito del lavoro di équipe creato dal LIMC.
Un'attenzione particolare è riservata alla sorte delle immagini greche e romane nei paesi ellenizzati e romanizzati e alle divinità e agli eroi dei paesi vicini a queste culture.
La pubblicazione dei volumi iniziata nel 1981 ha avuto termine nel 1999.

## Principali referenti
La pubblicazione è sotto la responsabilità della Fondazione Lexicon Iconographicum Mythologiae Classicae con sede a Ginevra, il cui presidente è Olivier Reverdin.
La segreteria generale fa capo a Lilly Kahil.
Il comitato di redazione è composto da John Boardman, Philippe Bruneau, Fulvio Canciani, Lilly Kahil, Nikolaos Kontoleon, Erika Simon, Nikolaos Yalouris.
I membri della redazione sono Hans Christoph Ackermann e Jean-Robert Gisler.
La sede gestionale è in Pfluggasse 5, CH-4051, Basilea (Basel, Basle).